# Giuseppe Thaon di Revel di Sant'Andrea
Giuseppe Alessandro Thaon di Revel e Sant'Andrea (Nizza, 8 ottobre 1756 – Torino, 20 luglio 1820) è stato un generale italiano e il primo comandante generale dell'Arma dei Carabinieri.

## Biografia
Nato nel 1756 a Nizza dalla nobile famiglia dei Thaon di Revel, (originaria della Contea di Nizza, in seguito piemontese), intraprese la carriera militare giovanissimo e venne nominato luogotenente effettivo nel reggimento provinciale di Nizza del Regno di Sardegna dal 16 ottobre 1772 per poi venire promosso luogotenente capitano nella legione degli accampamenti a piedi il 17 aprile 1775 e infine capitano il 29 marzo 1777.
Maggiore dal 19 marzo 1787, venne promosso luogotenente colonnello l'11 marzo 1793, adempiendo anche alle funzioni di comandante del 2º reggimento. Venne nominato colonnello dal 10 luglio 1794.
Il 13 marzo 1796 divenne brigadier generale della fanteria e comandò la piazza di Torino durante le insurrezioni e nel 1797, venendo poi promosso maggiore generale il 28 novembre 1799 e spostato alla piazza di Cagliari come comandante nel 1803. Dal 23 gennaio 1808 divenne governatore di Sassari.
Il 2 novembre 1812 divenne luogotenente generale di fanteria e passò al grado di generale dal 20 luglio di quello stesso anno, per poi essere nominato governatore della città di Torino dal 28 giugno 1814, ottenendo simultaneamente anche il controllo della cittadella e della provincia.
Il 3 agosto 1814 divenne il primo comandante generale del neonato Corpo dei Carabinieri, mantenendo la carica sino al 23 dicembre di quello stesso anno, quando cedette l'incarico al generale Giorgio Des Geneys in quanto egli venne nominato ispettore generale dell'esercito piemontese.